# Bolšaja (přítok Ochotského moře)
Bolšaja na horním toku Bystraja (rusky Большая, Быстрая, v české literatuře 20. století používán i počeštěný název Velká řeka) je řeka na jihozápadě poloostrova Kamčatka v Kamčatském kraji v Rusku. Je dlouhá 275 km od pramene zdrojnice Kylvygejvaam. Plocha povodí měří 10 800 km².

## Průběh toku
Pramení na Ganalském hřbetu. Nad soutokem s řekou Plotnikova, jež se nachází ve vzdálenosti 58 km od ústí se nazývá Bystraja. Na mnoha místech podél toku řeky se nacházejí horká zřídla a minerální prameny. Ústí do Ochotského moře.

## Vodní režim
Průměrný roční průtok vody ve vzdálenosti 96 km od ústí činí přibližně 123 m³/s.

## Využití
Historicky byla řeka hlavní cestou pro propojení západního pobřeží poloostrova s údolím řeky Kamčatky a východním pobřežím.
Vodní doprava je možná na dolním toku.
Na řece jsou oblasti vhodné pro organizování říční turistiky, například oblast od osady Malka po ústí řeky.
V údolí řeky se nachází zdroj minerální vody Malkinski.